# Фъргово
 Тази статия е за селото в България.  За селото в Република Македония вижте Фрънгово.  
Фъ̀ргово е село в Югозападна България. То се намира в община Сатовча, област Благоевград.

## Население

### Етнически състав
Преброяване на населението през 2011 г.
Численост и дял на етническите групи според преброяването на населението през 2011 г.:
|                     | Численост |
| Общо                | 416       |
| Българи             | 262       |
| Турци               | -         |
| Цигани              | -         |
| Други               | -         |
| Не се самоопределят | -         |
| Неотговорили        | 151       |

## География
Село Фъргово се намира в планински район. То попада в историко-географската област Чеч. Разположено е на 5 km на юг от село Сатовча.

## История
За Фъргово се знае, че в миналото е било турско селище. Предполага се, че е основано от пастири от кочански, тюркски и арумънски пастири. Селото се споменава в османски регистър за доганджиите в Румелия, за задълженията и земевладеенето им от началото на последната четвърт на XV век. От Фъргово (Фругова) са регистрирани 12 домакинства с доход 675 акчета.
В XIX век Фъргово е мюсюлманско село в Неврокопска каза на Османската империя. В „Етнография на вилаетите Адрианопол, Монастир и Салоника“, издадена в Константинопол в 1878 година и отразяваща статистиката на населението от 1873 година, Фергово (Fergovo) е посочено като село с 45 домакинства и 140 жители помаци. В същата книга по-нататък за Фергово (Fergovo) пише, че е село с 50 домакинства и 140 жители помаци. Съгласно статистиката на Васил Кънчов („Македония. Етнография и статистика“) към 1900 година Фъргово е българо-мохамеданско селище. В него живеят 260 българи-мохамедани в 45 къщи. Според Стефан Веркович към края на XIX век Фъргово има мюсюлманско мъжко население 168 души, което живее в 45 къщи.

## Обществени институции
- НУ „Пейо Яворов“